# Classe Type 82
La Type 82, conosciuta anche come Classe Bristol, era una classe composta da quattro cacciatorpediniere appartenenti alla Royal Navy sviluppati con il preciso intento di sostituire le navi di Classe County nel ruolo di difesa antiaerea e di servire da scorta alle portaerei CVA-01.
Alla fine le portaerei CVA-01 non vennero mai realizzate e una sola delle quattro navi previste inizialmente venne varata, la Bristol, che tuttavia è stata utilizzata come prototipo di gran parte degli armamenti utilizzati nelle ultime classi di navi dalla Royal Navy. A volte definita un incrociatore, la nave è stata classificata come cacciatorpediniere.
La HMS Bristol, venne varata nel 1967 con 4 nuovi equipaggiamenti tra cui:
- missili Sea Dart con cui verranno poi equipaggiate anche le classi Type 42 e Invincibile,
- il nuovo missile anti-sottomarini Ikara,
- un nuovo cannone navale,
- ed infine un nuovo sistema computerizzato (ADAWS-2), nato per coordinare i sensori e gli armamenti della nave.

## Storia
Il progetto delle portaerei CVA-01 venne cancellato nel 1966 di conseguenza la classe Type 82 perse parte dei suoi compiti operativi. Tuttavia una delle
4 navi previste venne ordinata il 4 ottobre 1966 in modo che fungesse da prototipo per nuove tecnologie militari.

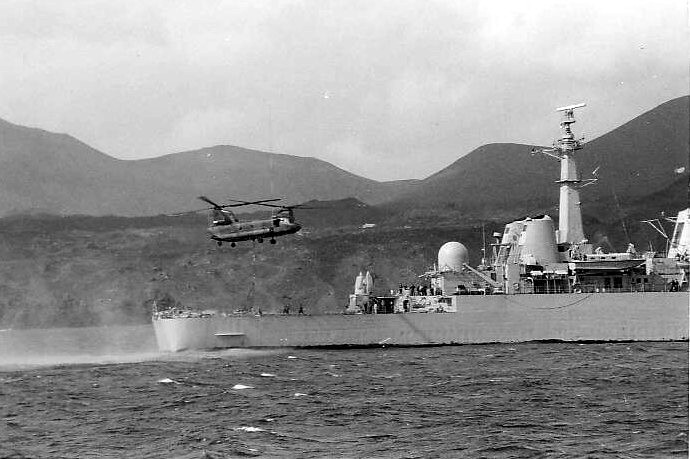
La nave all'isola di Ascension, tappa del suo viaggio verso le isole Falkland con un gruppo di rinforzo.

La nave venne impiegata nella guerra delle Falkland, quando il 10 maggio 1982 salpò da Devonport con un gruppo di rinforzo verso la task force già provata dagli attacchi aerei argentini, dove venne usata come nave da difesa antiaerea, quindi nel suo ruolo naturale, grazie ai suoi radar da scoperta aerea ed al suo sistema di missili Sea Dart a lunga distanza. Dopo il conflitto rimase in servizio attivo ed è ancora oggi usata come nave ricevimento alla base di Portsmouth.